# برافسكي فاغاناتس
برافسكي فاغاناتس (بالبوسنوية: Bravski Vaganac)‏ هي قرية في البوسنة والهرسك. وهي تقع على أراضي بلدية بوسانسكي بتروفاتس التابعة لكانتون يونا-سانا في اتحاد البوسنة والهرسك. طبقا لنتائج تعداد البوسنة عام 2013 فقد كان عدد سكانها 19 نسمة.

## التركيبة السكانية

### التطور التاريخي السكان
| 1961 | 1971 | 1981 | 1991 | 2013 |
| ---- | ---- | ---- | ---- | ---- |
| 340  | 225  | 159  | 98   | 19   |

## وصلات خارجية
- (بالإنجليزية) Maplandia